# 植松みどり
植松 みどり（うえまつ みどり、1942年8月26日 - ）は、日本の英米文学者、翻訳家。
専門はイギリス文化と文学。和洋女子大学名誉教授。

## 来歴
荒正人の長女として、東京に生まれる。荒このみは妹。1965年津田塾大学学芸学部英文科卒業、1970年同大学院文学研究科博士課程満期退学。和洋女子大学助教授、教授。2013年定年、名誉教授。日本ジョージ・エリオット協会会長、同協会顧問、日本ジェイン・オースティン協会理事を歴任した。

## 著書
- 『ジェイン・オースティンと「お嬢さまヒロイン」』（朝日出版社） 2011、のち改訂版 2016

### 共著
- 『English land 入門編』全6巻（共著・監修、教育社） 1989
- 『English land 初級編』（共著・監修、教育社） 1991

## 翻訳
- 『嵐が丘』（エミリ・ブロンテ、荒正人共訳、学習研究社：世界文学全集）1979
- 『異質の世界 有島武郎論』（ポール・アンドラ、荒このみ共訳、冬樹社）1982
- 『魔法の玩具店』（アンジェラ・カーター、河出書房新社）1988
- 『エミリー・ブロンテ その魂は荒野に舞う』（キャサリン・フランク、河出書房新社）1992
- 『ドラキュラ・ホームズ・ジョイス 文学と社会』（フランコ・モレッティ、北代美和子ほか6名と共訳、新評論）1992
- 『キャプテン・クック 科学的太平洋探検』（ジョン・バロウ編、荒正人共訳、原書房、大航海者の世界6）1992
- 『世界探検歴史地図 タイムズ・アトラス』（F・フェルナンデス=アルメスト編、竹内和世・武井摩利共訳、原書房）1995
- 『マゴット』（ジョン・ファウルズ、国書刊行会：文学の冒険）1997
- 『狼と駈ける女たち 「野性の女」元型の神話と物語』（クラリッサ・ピンコラ・エステス、原真佐子共訳、新潮社）1998
- 『ブラック・ヴィーナス』（アンジェラ・カーター、河出書房新社）2004
- 『フロス河畔の水車場　ジョージ・エリオット全集3』（彩流社）2022